# 美利河ダム
美利河ダム（ぴりかダム）は、北海道瀬棚郡今金町美利河地先、一級河川・後志利別川本川上流部に建設されたダムである。
国土交通省北海道開発局函館開発建設部が管理する特定多目的ダムで、後志利別川本流唯一のダムである。型式は重力式コンクリートダムとロックフィルダムの複合式、いわゆるコンバインダムである。堤頂長（ダムの長さ）が極めて長いダム（1,480m）で、河川を横断して建設されたダムとしては日本一の長さがある。ダムの高さは40.0m。ダム湖は「ピリカ湖」と呼ばれるが、カタカナ表記のダム湖も全国的に珍しい。

## 沿革
後志利別川総合開発事業の中核事業として1975年（昭和50年）に着手され、1991年（平成3年）に完成した。目的は洪水調節・不特定利水・灌漑・水力発電である。

## 平成3年 土木学会賞
基盤が新第三期の軟岩で不整合で複雑な地質の基礎処理と合理化施工の発展を図るなど、ダムの計画・設計・施工において様々な新技術の研究・開発・工法を駆使して建設されたことが高く評価され受賞に至った経緯がある。これは北海道開発局による実施事業初の受賞であると同時にダム開局40周年の受賞でもある。

## 河川環境への配慮

### 水質
ダムのある後志利別川は「日本一の清流」に認定されたこともある水質の良好な河川であるが、ダム建設に伴い水質の悪化が懸念された。
これに関しては、ダム完成後もBOD値の平均が0.6ppmと極めて良好な水質を維持している。

### バイパス型魚道
ダムがサクラマスなど海と川を回遊する魚類に影響を与えることが懸念されていたため、ダム湖を迂回する全長6kmの魚道の設置が計画され、うち2.4kmが2005年に完成した。
構造は多自然型(一部階段式)で、途中には水中を泳ぐ魚を観察できる窓が設けられており、魚道の長さは2005年現在日本一である。魚道の設置に際しては巨費に見合った効果が出ているのか疑問を呈する声もあり、一方で魚道の効果について調査・改良が行われている。
遡上に関しては、魚道はダム直下で本流と合流するがダム直下より5.0km下流の水力発電所放流口(北緯42度26分57.1秒 東経140度9分55.8秒 / 北緯42.449194度 東経140.165500度)までは減水区間となるため、魚が魚道まで遡上しないことが懸念された。この対策としてダム直下より360mほどにわたって河床を部分的に掘り下げた低々水路を設けて流路を蛇行させながら魚道へ魚を誘導するとともに、遡上の時期にはダムの放流量を増やす弾力放流の取り組みが行われている。
また降下に関しては、ダム湖へ注ぐ河川から魚を魚道へ誘導する分水施設について、魚道に進入した魚が余水吐きからダム湖へ注ぐ流路へ戻ってしまうことが懸念されたため、改良が行われている。
さらにここでの知見をもとに、天塩川水系サンル川に建設される予定のサンルダムにおいてより長い魚道の設置が計画されている。

## 周辺
道央自動車道国縫ICより国道230号で美利河峠を越えてすぐ、車で10分程度の距離にある。
近くに美利河温泉があり、ダム周辺も公園として整備されている。
ダム建設中に出土したピリカ遺跡やピリカカイギュウは、近隣のピリカ旧石器文化館で見ることができる。

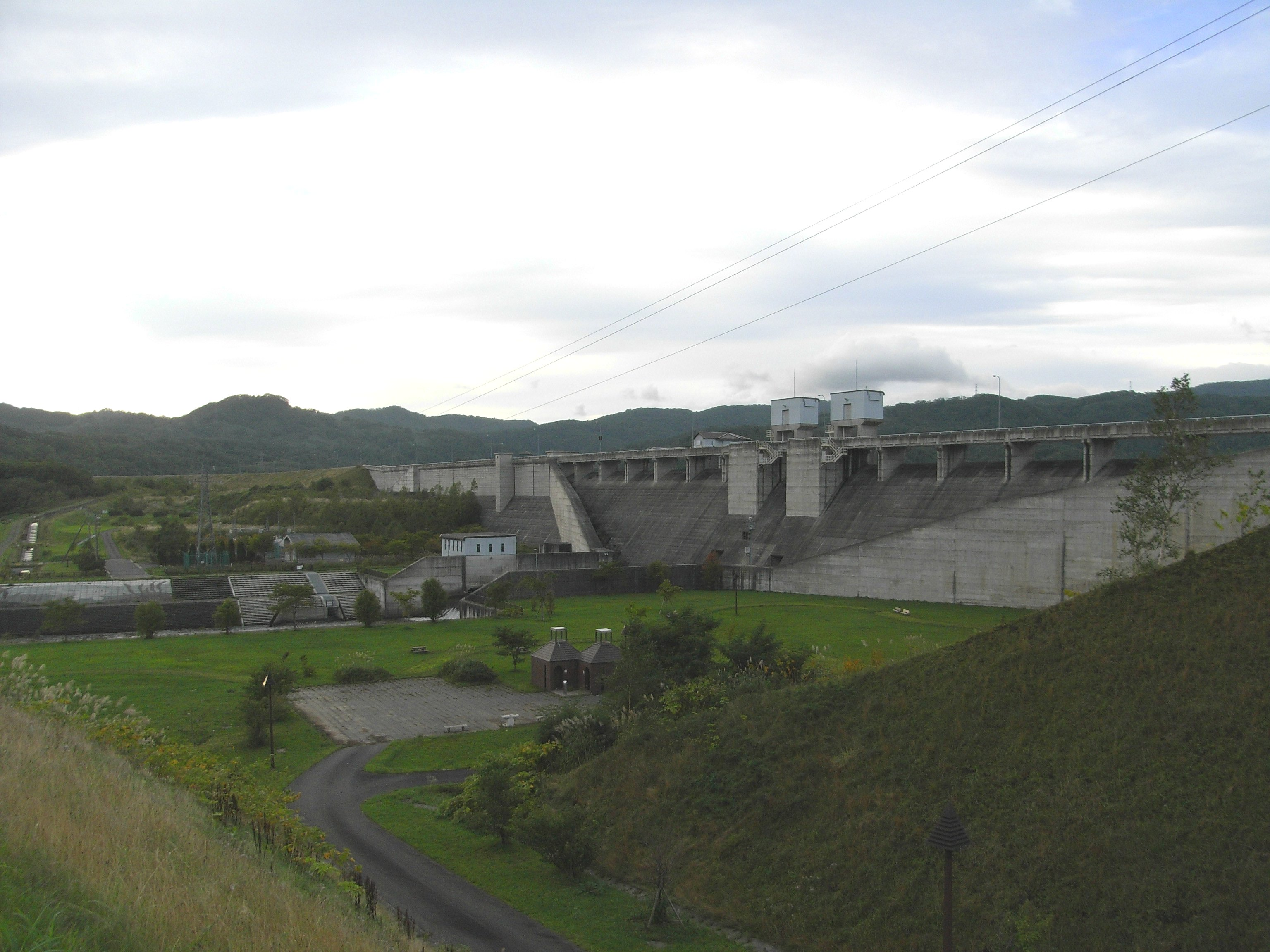
左岸より
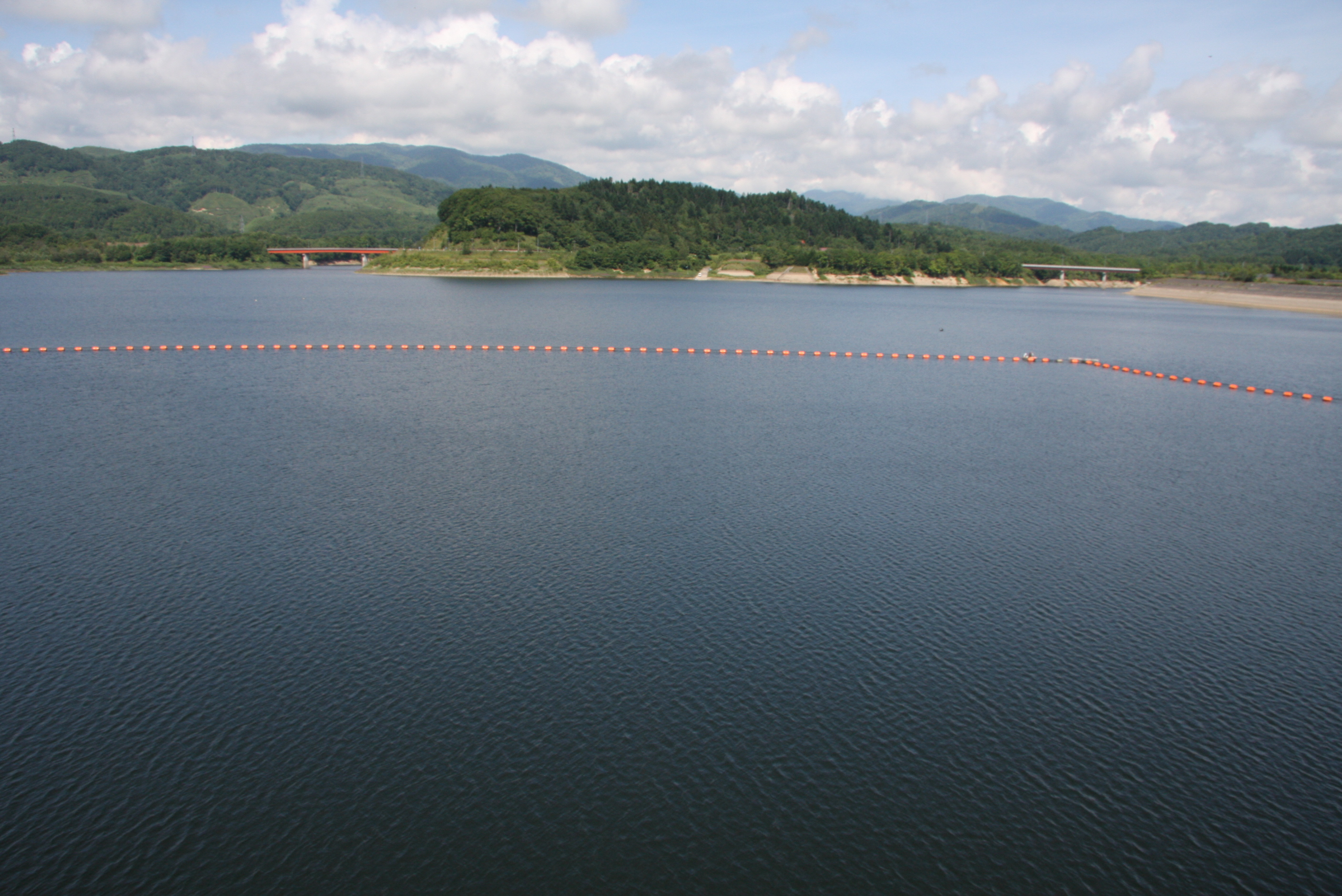
ピリカ湖
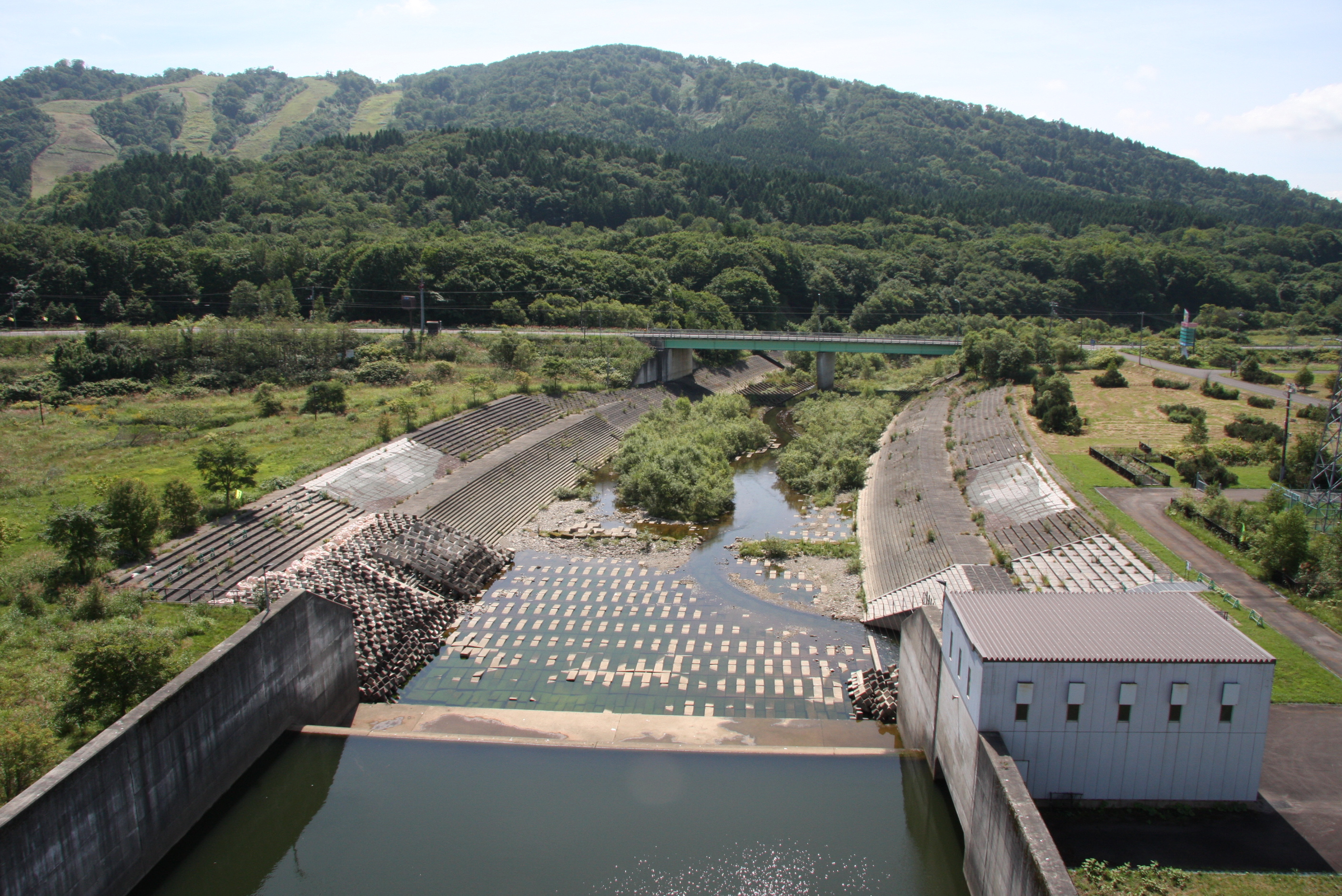
ダム下流